# Aquecimento oceânico

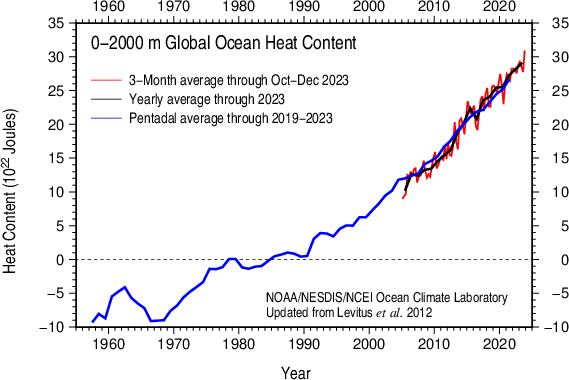
Gráfico mostrando a elevação na quantidade de calor armazenado nos oceanos nas últimas décadas

O aquecimento oceânico, também chamado de conteúdo de calor do oceano (OHC) ou absorção de calor do oceano (OHU), é a elevação da temperatura média dos oceanos através da energia absorvida e armazenada por eles. É um fenômeno que é observado no nosso passado geológico como ocorrendo por causas naturais, mas no presente vem sido intensificado em uma alta velocidade pela ação antrópica, como resultado do aquecimento global. 
O aquecimento oceânico desencadeia uma série de efeitos secundários de grande impacto por si mesmos, como a subida do nível do mar, mudanças na salinidade, oxigenação e estratificação das massas de água, prejuízos à biodiversidade, interferência nos padrões de ventos e chuvas e intensificação dos episódios de clima extremo, como os tufões, entre outras consequências. Essas mudanças atuam em combinação, potencializando seus efeitos, e afetam todo o planeta. Além de representarem um grave desequilíbrio ecológico, elas colocam sérios desafios para a sociedade em termos de segurança alimentar, física, política, econômica e social, tendo consequências que se ramificam sobre todos os aspectos da vida humana. 
A água do oceano pode absorver muita energia solar porque a água tem uma capacidade de aquecimento muito maior do que os gases atmosféricos. Como resultado, os poucos metros superiores do oceano contêm mais energia do que toda a atmosfera da Terra. Desde antes de 1960, navios e estações de pesquisa têm coletado amostras das temperaturas da superfície do mar e das temperaturas em maior profundidade em todo o mundo. Desde 2000, uma rede em expansão de quase 4.000 flutuadores robóticos Argo mediu anomalias de temperatura ou a mudança no conteúdo de calor do oceano. Com o aprimoramento da observação nas últimas décadas, o conteúdo de calor da parte superior do oceano foi analisado como tendo aumentado em uma taxa acelerada. A taxa líquida de mudança nos 2.000 metros superiores de 2003 a 2018 foi de +0,58±0,08 W/m2 (ou ganho médio anual de energia de 9,3 zettajoules [en]). É difícil medir as temperaturas com precisão durante longos períodos e, ao mesmo tempo, cobrir áreas e profundidades suficientes. Isso explica a incerteza nos números.

## Origem
O aquecimento oceânico é um produto direto do aquecimento global. Por uma reação física simples, o aquecimento atmosférico transmite energia térmica para as águas, elevando sua temperatura. O aquecimento global, um fenômeno inequívoco e de vastas proporções, por sua vez, tem origem claramente humana, sendo produto da continuada emissão de gases estufa na atmosfera, oriundos da queima de combustíveis fósseis, desmatamento, processos industriais, desperdício de alimentos e outros fatores de menor monta. O acúmulo desses gases na atmosfera impede que o calor da Terra se dissipe para o espaço, elevando os níveis globais de calor. A este processo se dá o nome de intensificação do efeito estufa.

## Níveis de aquecimento já observados e projeções
Desde 1990 o Painel Intergovernamental sobre Mudanças Climáticas (IPCC) tem sintetizado a bibliografia especializada sobre o aquecimento global, incluindo o efeito do aquecimento oceânico, entre os muitos que o fenômeno produz. De acordo com o mais recente relatório do IPCC (2013), a camada superficial dos oceanos (até 700 metros) seguramente aqueceu desde 1971, e provavelmente iniciou a esquentar na década de 1870. Não há muita segurança sobre os níveis de elevação térmica antes da década de 1970 devido à escassez de dados confiáveis, mas daquela data em diante as medições se multiplicaram, com métodos e equipamentos cada vez mais aprimorados, dando grande solidez aos achados.

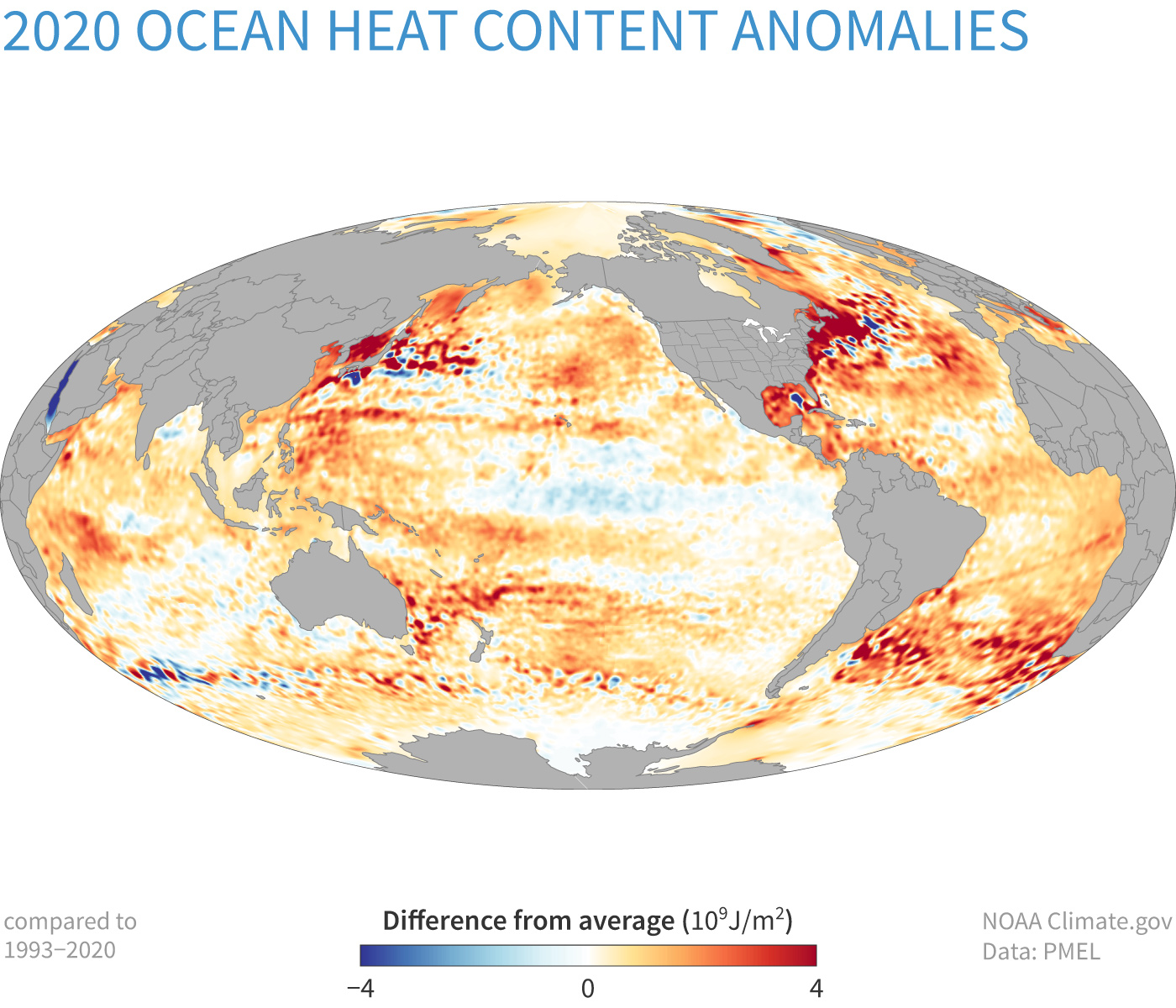
Mapa da anomalia de calor do oceano nos 700 metros superiores para o ano de 2020 em comparação com a média de 1993-2020. Algumas regiões acumularam mais energia do que outras devido a fatores de transporte, como ventos e correntes.

Como a transmissão de calor para as águas se dá através do ar, na camada mais superficial do oceano, até 75 metros, ocorre o aquecimento mais importante, cujos níveis entre 1971 e 2010 foram de 0,11ºC por década, com uma variabilidade de 0,09 a 0,13ºC, enquanto dos 75 m até os 700 m o aquecimento tem sido menos intenso, mas ainda perceptível, com uma elevação de cerca de 0,015ºC por década. É provável que tenha ocorrido aquecimento também entre os 700 m e os 2 mil metros a partir da década de 1950, e entre os 3 mil metros até o fundo a partir da década de 1990, mas estas camadas mais profundas ainda têm estimativas mais incertas. Os oceanos são grandes armazenadores de calor, e respondem por cerca de 93% de todo o acréscimo de energia térmica acumulado na Terra entre 1971 e 2010, com a camada até os 700 metros estocando cerca de 64% do total. Leva muito tempo para que as camadas mais profundas equalizem suas temperaturas com as camadas superficiais, e devido ao constante aumento da temperatura atmosférica, o descompasso permanece. O aquecimento apresenta variações regionais significativas devido a múltiplos fatores, como a geografia, padrões climáticos, correntes marinhas e outros. No geral, as águas do Hemisfério Norte estão se aquecendo mais, em particular a região norte do Oceano Atlântico.
O aquecimento oceânico deve continuar ao longo do século XXI, mas os níveis que deve atingir são incertos, dependendo diretamente da evolução das temperaturas atmosféricas. Em 2013 o IPCC previu que as regiões mais aquecidas na superfície devem ser as tropicais e, no Hemisfério Norte, também as subtropicais. Em regiões mais profundas o aquecimento deve ser maior no sul do Hemisfério Sul. As estimativas mais confiáveis para até 100 metros de profundidade preveem um aquecimento de até 2ºC até o fim do século XXI, e para profundidade até mil metros, até 0,6°C. Múltiplos estudos posteriores ao último relatório do IPCC indicam que o aquecimento está acelerando em torno de 40% além do previsto.

### Medições

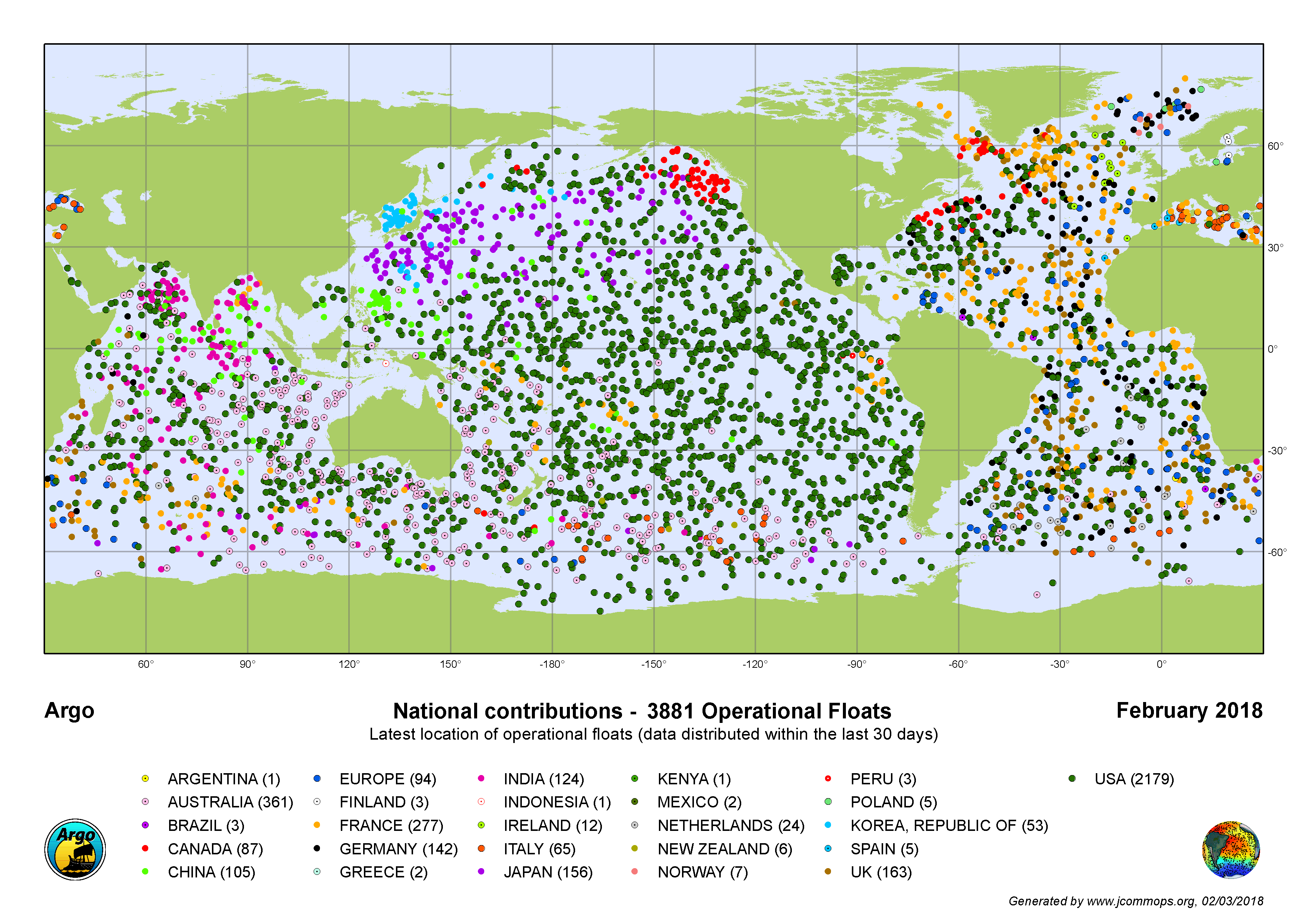
A distribuição global de flutuadores ativos na matriz Argo.

As medições do conteúdo de calor do oceano apresentam dificuldades, especialmente antes da implantação dos flutuadores de perfil Argo. Devido à baixa cobertura espacial e à baixa qualidade dos dados, nem sempre foi fácil distinguir entre as tendências de aquecimento global de longo prazo e a variabilidade climática. Exemplos desses fatores complicadores são as variações causadas pelo El Niño-Oscilação Sul ou as mudanças no conteúdo de calor do oceano causadas por grandes erupções vulcânicas.
O Argo é um programa internacional de flutuadores robóticos de perfilamento [en] implantados globalmente desde o início do século XXI. As 3.000 unidades iniciais do programa foram ampliadas para quase 4.000 unidades até o ano de 2020. No início de cada ciclo de medição de 10 dias, um flutuador desce a uma profundidade de 1.000 metros e flutua com a corrente por nove dias. Em seguida, desce a 2.000 metros e mede a temperatura, a salinidade (condutividade) e a profundidade (pressão) em um último dia de subida à superfície. Na superfície, o flutuador transmite o perfil de profundidade e os dados de posição horizontal por meio de retransmissores de satélite [en] antes de repetir o ciclo.
A partir de 1992, o TOPEX/Poseidon e os altímetros subsequentes da série de satélites Jason [en] observaram a OHC integrada verticalmente, que é um componente importante do aumento do nível do mar. Desde 2002, o GRACE e o GRACE-FO monitoram remotamente as mudanças oceânicas usando gravimetria. A parceria entre o Argo e as medições por satélite produziu, portanto, melhorias contínuas nas estimativas da OHC e de outras propriedades oceânicas globais.

## Relação com politicas públicas
Baseando-se em dados do Climate Action Tracker (CAT), foram estimados 5 possíveis cenários futuros para o aumento da temperatura oceânica. No caso de não serem criadas politicas públicas de diminuição das emissões de gases, a resultante seria um acréscimo de entre 4,1 e 4,8°C na temperatura do oceano até 2100 (valores de acréscimo de temperatura em relação a valores pré revolução industrial. No caso das atuais politicas implantadas serem seguidas a risca, se estima um acréscimo entre 3,1-3,7°C até 2100. No cenário dos países assinantes do Acordo de Paris seguirem os objetivos propostos se estima um aumento até 2100 entre 2,6-3,2°C. Também foram realizadas projeções para reduções abaixo de 2ºC, para isso seriam necessárias reduções nas emissões de gases do efeito estufa muito maiores dos que já propostos no Acordo de Paris.

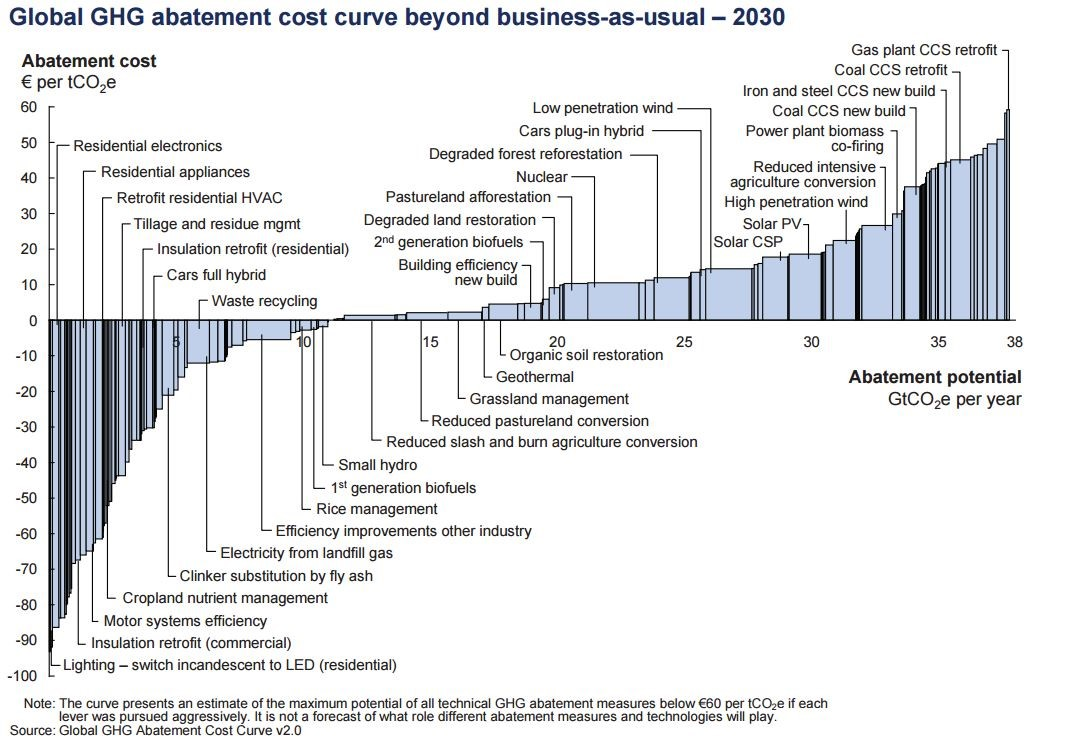
Custos relacionados a redução de diversas fontes de gases do efeito estufa até 2030 (valores em euros).

Realizar essas modificações na emissão dos gases do efeito estufa acarreta um custo econômico global, e para se estimar esses custos são realizadas curvas de abatimentos de custos marginais. Nessas curvas são levadas em consideração duas variáveis, o potencial de redução e o custo dessa redução. Ao lado apresenta-se a curva de abatimento apresentada por McKinsey & Company: no eixo x temos os fatores de diminuição — quanto mais larga a coluna, maior efeito esse fator vai ter na diminuição da emissão de gases do efeito estufa. No eixo y temos o custo econômico da redução na emissão dessa fonte de 1 tonelada até 2030. Se utilizássemos todas as possibilidades de redução mais eficientes em todo seu potencial, McKinsey estima que o custo total global seja de 200-350 bilhões de euros por ano até 2030. Isso é menos de 1% do PIB global previsto em 2030. Sendo um custo econômico extremamente pequeno para o benefício ambiental que seria conseguido globalmente, se estima ainda que os custos econômicos, se nenhuma medida for tomada, seriam muito maiores.

## Cálculo

### Definição

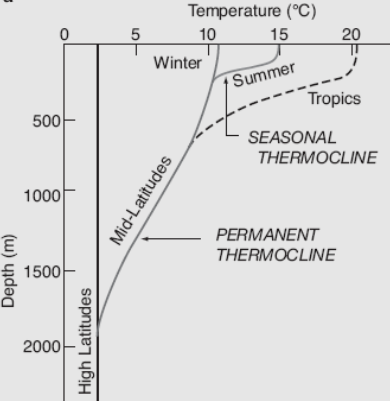
Gráfico de diferentes termoclinas (profundidade versus temperatura do oceano) com base nas estações e na latitude.

Para calcular o conteúdo de calor do oceano, é necessário medir a temperatura do oceano em muitos locais e profundidades diferentes, sendo a integração da densidade de área de uma mudança na energia entálpica em uma bacia oceânica ou em todo o oceano que fornece a absorção total de calor do oceano.
O conteúdo de calor do oceano é um termo usado na oceanografia física para descrever um tipo de energia potencial termodinâmica [en] que é armazenada no oceano. Ele é definido em coordenação com a equação de estado da água do mar. O TEOS-10 [en] é um padrão internacional aprovado em 2010 pela Comissão Oceanográfica Intergovernamental.
O cálculo do conteúdo de calor do oceano segue o da entalpia referenciada à superfície do oceano, também chamada de entalpia potencial [en]. Assim, as mudanças na CCE são mais facilmente comparáveis às trocas de calor da água do mar com o gelo, a água doce e o ar úmido. A CCE é sempre relatada como uma mudança ou como uma “anomalia” em relação a uma linha de base. Os valores positivos também quantificam a absorção de calor do oceano (OHU) e são úteis para diagnosticar para onde está indo a maior parte dos ganhos de energia planetária do aquecimento global.
Para calcular o conteúdo de calor do oceano, são necessárias medições da temperatura do oceano a partir de amostras de água do mar coletadas em muitos locais e profundidades diferentes. A integração da densidade de área do calor do oceano em uma bacia oceânica, ou em todo o oceano, fornece o conteúdo total de calor do oceano. Assim, o conteúdo total de calor do oceano é uma integral de volume do produto de temperatura, densidade e capacidade de calor sobre a região tridimensional do oceano para a qual os dados estão disponíveis. A maior parte das medições foi realizada em profundidades menores que cerca de 2000 m (1,25 milhas).
A densidade de área do conteúdo de calor do oceano entre duas profundidades é calculada como uma integral definida:
{\displaystyle H=c_{p}\int _{h2}^{h1}\rho (z)\Theta (z)dz}
Onde {\displaystyle c_{p}} é a capacidade de calor específica da água do mar, h2 é a profundidade inferior, h1 é a profundidade superior, {\displaystyle \rho (z)} é o perfil de densidade da água do mar in-situ, e {\displaystyle \Theta (z)} é o perfil de temperatura conservadora [en]. {\displaystyle c_{p}} é definido em uma única profundidade h0, geralmente escolhida como a superfície do oceano. Em unidades SI, {\displaystyle H} tem unidades de Joules por metro quadrado (J-m-2). Na prática, a integral pode ser aproximada por soma usando uma sequência suave e bem comportada de dados in situ, incluindo temperatura (t), pressão (p), salinidade (s) e sua densidade correspondente (ρ). Temperaturas conservadoras [en] {\displaystyle \Theta (z)} são valores traduzidos em relação à pressão de referência (p0) em h0. Um substituto conhecido como temperatura potencial foi usado em cálculos anteriores.
As medições de temperatura versus profundidade do oceano geralmente mostram uma camada mista superior [en] (0-200 m), uma termoclina (200-1500 m) e uma camada oceânica profunda (>1500 m). Essas profundidades de limite são apenas aproximações grosseiras. A luz solar penetra em uma profundidade máxima de cerca de 200 m, sendo que os 80 m superiores constituem a zona habitável para a vida marinha fotossintética, cobrindo mais de 70% da superfície da Terra. A ação das ondas e outras turbulências na superfície ajudam a equalizar as temperaturas em toda a camada superior.
Ao contrário das temperaturas da superfície, que diminuem com a latitude, as temperaturas do oceano profundo são relativamente frias e uniformes na maioria das regiões do mundo. Cerca de 50% de todo o volume do oceano está em profundidades abaixo de 3000 m (1,85 milhas), sendo o Oceano Pacífico o maior e mais profundo das cinco divisões oceânicas. A termoclina é a transição entre as camadas superiores e profundas em termos de temperatura, fluxos de nutrientes, abundância de vida e outras propriedades. Ela é semipermanente nos trópicos, variável nas regiões temperadas (geralmente mais profunda durante o verão) e rasa ou inexistente nas regiões polares.

## Causas da absorção de calor
A absorção de calor do oceano é responsável por mais de 90% da absorção total de calor planetário, principalmente como consequência das mudanças na composição da atmosfera da Terra causadas pelo homem. Essa alta porcentagem se deve ao fato de que as águas na superfície do oceano e abaixo dela - especialmente a camada mista superior turbulenta - apresentam uma inércia térmica muito maior do que a crosta continental exposta do planeta, as regiões polares cobertas de gelo ou os próprios componentes atmosféricos. Um corpo com grande inércia térmica armazena uma grande quantidade de energia devido à sua capacidade de térmica e transmite energia de forma eficaz de acordo com seu coeficiente de transferência de calor. A maior parte da energia extra que entra no planeta pela atmosfera é absorvida e retida pelo oceano.

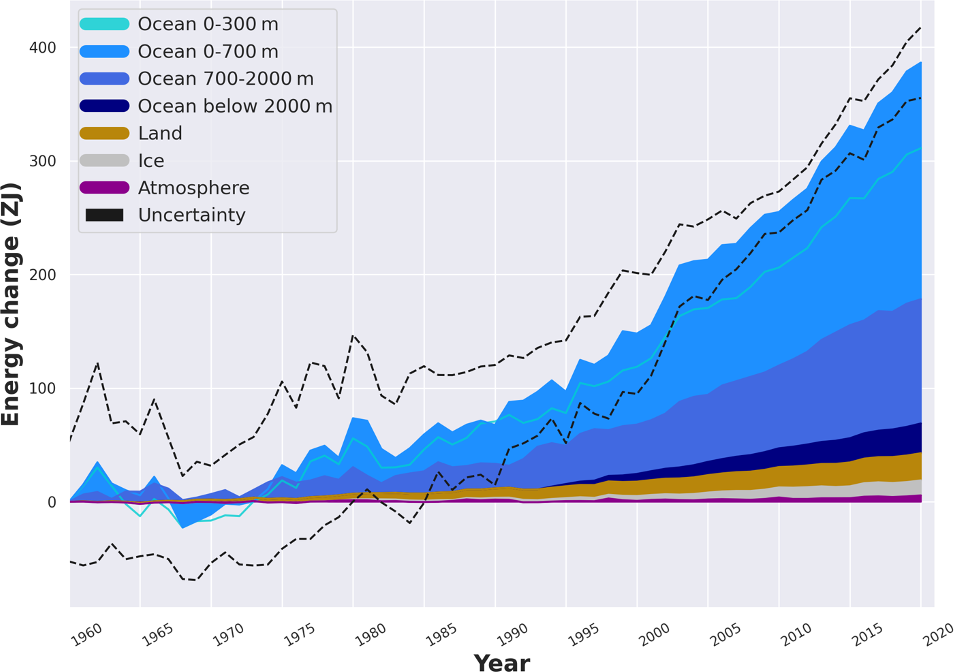
Inventário de calor da Terra (acúmulo de energia) em ZJ para os componentes do sistema climático da Terra em relação a 1960 e de 1960 a 2018. O oceano superior (0-300 m, linha azul clara, e 0-700 m, sombreado azul claro) é responsável pela maior quantidade de ganho de calor.

A absorção de calor planetário ou o conteúdo de calor é responsável por toda a energia adicionada ou removida do sistema climático. Ele pode ser calculado como um acúmulo ao longo do tempo das diferenças observadas (ou desequilíbrios [en]) entre a radiação total de entrada e de saída. As alterações no desequilíbrio foram estimadas a partir da órbita da Terra pelo CERES e outros instrumentos remotos, e comparadas com pesquisas in situ de alterações no inventário de calor nos oceanos, na terra, no gelo e na atmosfera. A obtenção de resultados completos e precisos de qualquer um dos métodos de contabilização é um desafio, mas de maneiras diferentes que são vistas pelos pesquisadores como sendo, em sua maioria, independentes uma da outra. Acredita-se que os aumentos no conteúdo de calor planetário para o período bem observado de 2005-2019 excedam as incertezas de medição.
Do ponto de vista do oceano, a irradiação solar equatorial mais abundante é absorvida diretamente pelas águas [en] da superfície tropical da Terra e impulsiona a propagação geral do calor em direção ao polo. A superfície também troca energia que foi absorvida pela troposfera inferior por meio do vento e da ação das ondas. Ao longo do tempo, um desequilíbrio sustentado no orçamento de energia da Terra [en] permite um fluxo líquido de calor para dentro ou para fora da maior profundidade do oceano por meio de condução térmica, subsidência e afloramento. As liberações de OHC para a atmosfera ocorrem principalmente por meio da evaporação e possibilitam o ciclo planetário da água. As liberações concentradas em associação com as altas temperaturas da superfície do mar ajudam a impulsionar ciclones tropicais, rios atmosféricos, ondas de calor atmosféricas e outros eventos climáticos extremos que podem penetrar muito no interior. Juntos, esses processos permitem que o oceano seja o maior reservatório térmico da Terra, que funciona para regular o clima do planeta, atuando tanto como um dissipador quanto como uma fonte de energia.

As temperaturas do ar na superfície das massas de terra têm aumentado mais rapidamente do que a temperatura da superfície do mar.

Do ponto de vista das regiões cobertas por terra e gelo, sua parcela de absorção de calor é reduzida e retardada [en] pela inércia térmica dominante do oceano. Embora o aumento médio da temperatura da superfície terrestre tenha excedido o da superfície oceânica devido à menor inércia (menor coeficiente de transferência de calor) da terra firme e do gelo, as temperaturas subiriam mais rapidamente e em maior quantidade sem o oceano completo. Medições da rapidez com que o calor se mistura ao oceano profundo também estão em andamento para fechar melhor os orçamentos de energia oceânica e planetária.

## Efeitos

### Subida do nível do mar

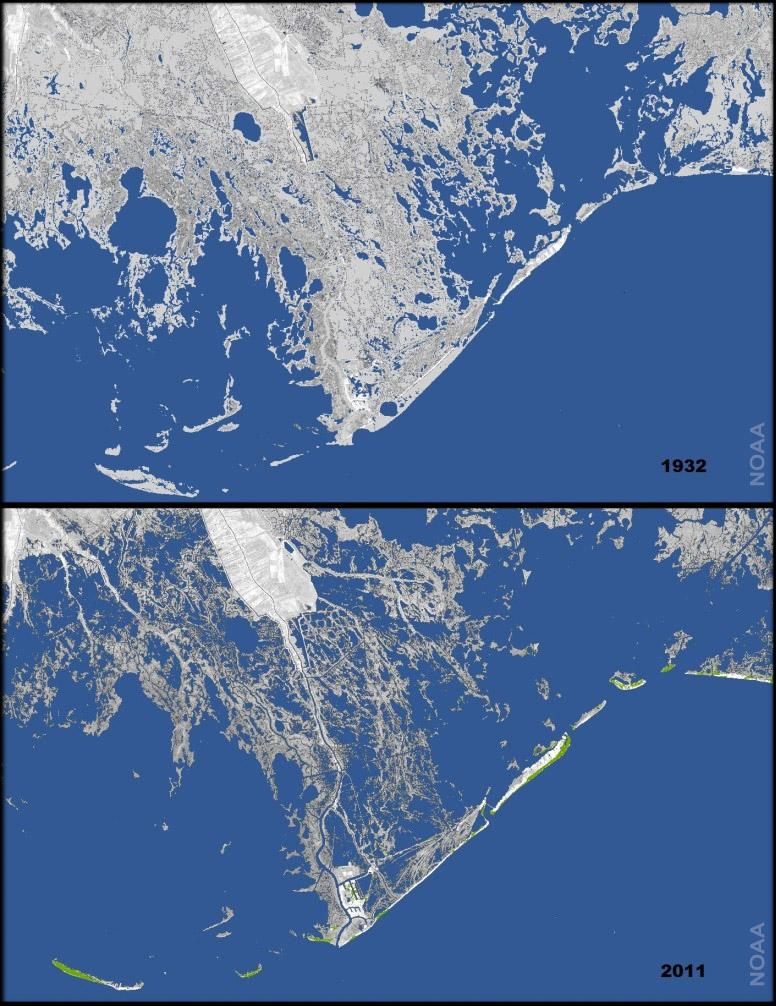
Perda de terra firme pelo avanço das águas marinhas na costa da Louisiana entre 1932 e 2011.

Um dos efeitos mais diretos, evidentes e importantes do aquecimento oceânico é a subida do nível do mar, o que se deve à expansão térmica, uma reação física pela qual o volume dos corpos aquecidos se expande. Mesmo com notadas variações regionais, o nível médio das águas tem se elevado em todo o mundo, mas esta elevação ocorre em significativo descompasso em relação ao aquecimento atmosférico, uma vez que a água tem uma grande inércia térmica, ou seja, ela demora para aquecer e expandir quando exposta a uma fonte de calor. Não obstante, como o aquecimento atmosférico já se verifica há muitas décadas, o mar já está respondendo às mudanças visivelmente, expandindo o seu volume.
Entre 1901 e 2010 o nível médio dos oceanos se elevou 19 centímetros, com uma variação de 17 a 21 cm e uma taxa média de elevação de 1,7 milímetros por ano, acelerando-se para 3,2 mm ao ano entre 1993 e 2010, com uma variação de 2,8 a 3,6 mm. Efeitos desta elevação para as regiões litorâneas incluem marés altas mais intensas, erosão costeira, destruição de estruturas construídas pelo homem, perda de terreno habitável e cultivável e bens materiais, maior vulnerabilidade a tempestades, e salgamento e contaminação dos lençóis freáticos.
As previsões sobre o nível máximo a que chegará o oceano são muito divergentes. O IPCC indica uma faixa entre 26 e 98 centímetros em 2100, mas vários estudos vêm afirmando que as suas estimativas são conservadoras e que a elevação poderá chegar a 2 metros no final do século. O IPCC afirma ainda que se as tendências atuais de emissão de gases estufa permanecerem inalteradas a velocidade da elevação aumentará em relação ao período de 1971-2010.

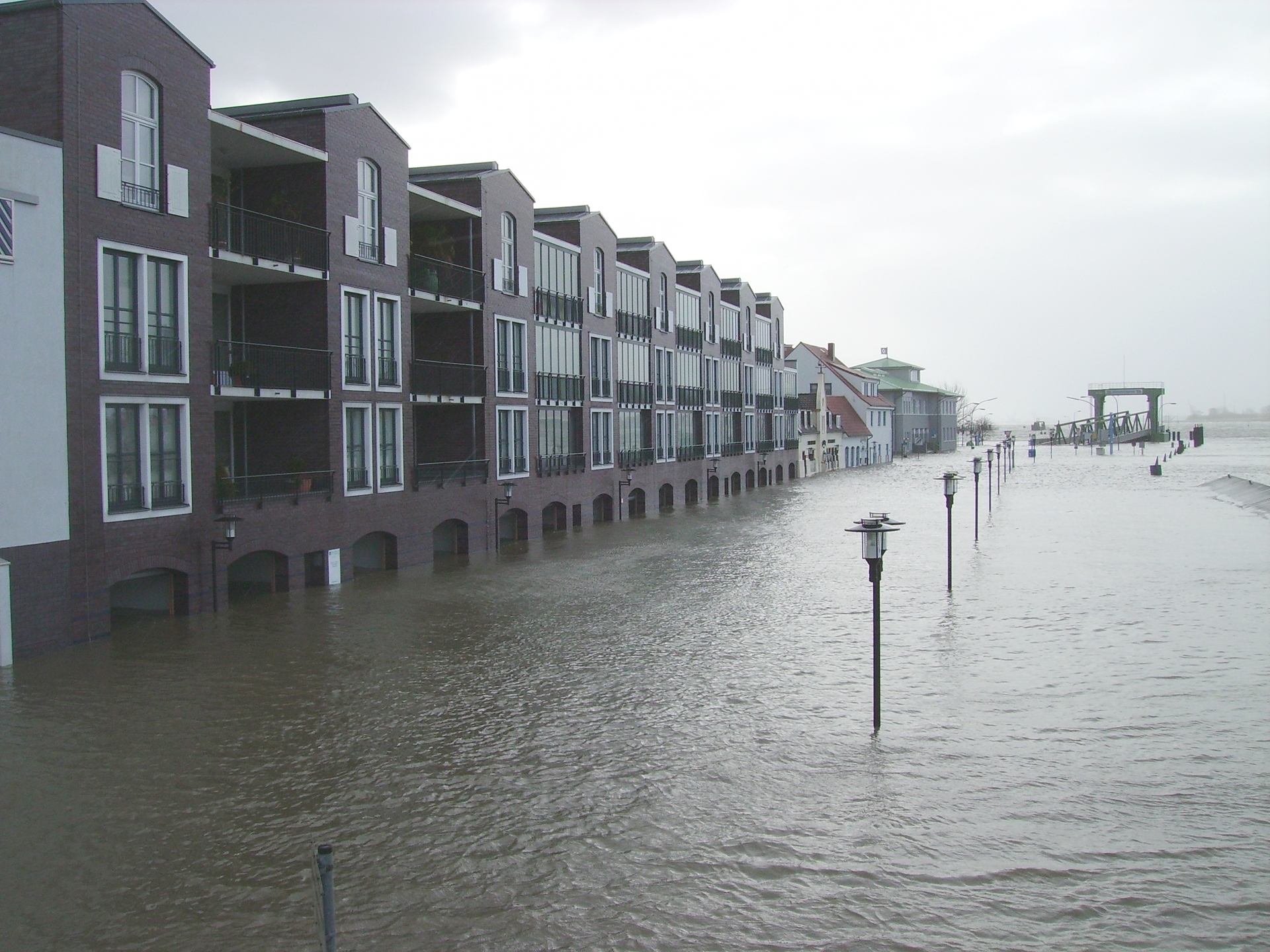
A zona beira-mar de Bremerhaven inundada por uma maré de tempestade.

A diferença entre as previsões se deve à incerteza sobre como a sociedade reagirá ao longo deste século, cessando ou não as emissões de carbono e outros gases, o que pode minimizar ou agravar a dimensão da elevação final. Porém, devido à grande inércia térmica da água, quando cessa a fonte de calor, a água demora para deixar de se expandir. Isso significa que mesmo se as emissões de gases estufa cessarem imediatamente, a água do mar continuará a se expandir e seu nível continuará a se elevar por centenas ou milhares de anos, especialmente devido ao lento aquecimento das águas profundas, que em certas regiões podem levar mais de mil anos para serem expostas ao contato com as camadas mais superficiais já aquecidas, o que demonstra a gravidade do problema, o peso da herança que esta geração deixará para suas sucessoras, e a necessidade de redução das emissões o quanto antes.
Grande parte da população humana vive hoje nos litorais, cujas cidades em sua maioria expõem as pessoas a um elevado risco devido ao seu pouco preparo para enfrentar os desafios colocados pela elevação do nível do mar e os outros impactos derivados do aquecimento global. Na maioria dos casos, especialmente se as previsões mais pessimistas se concretizarem, será imperativa uma mudança em massa das populações para zonas mais altas, pois os custos do muralhamento costeiro em larga escala são altos demais.
O avanço das águas sobre a terra firme também provoca mudanças nos ecossistemas costeiros e em sua biodiversidade. Populações costeiras de animais terrestres que já estão ameaçadas mostram alta vulnerabilidade e baixa capacidade adaptativa à elevação do nível do mar devido à progressiva fragmentação do seu habitat, ocupação de seus nichos ecológicos por espécies invasoras e maior susceptibilidade a doenças, entre outros fatores, aumentando sensivelmente o risco de extinção. Além disso, como é esperada uma crescente interferência humana nas costas na tentativa de conter as águas, projeta-se grandes prejuízos adicionais a ecossistemas localizados nessas regiões. Mesmo seres marinhos podem ser afetados negativamente pela subida das águas, já que a erosão costeira modifica a estrutura dos seus habitats e aumenta os níveis de turbulência da água.

### Evaporação, precipitação, salinidade, ventos, ondas

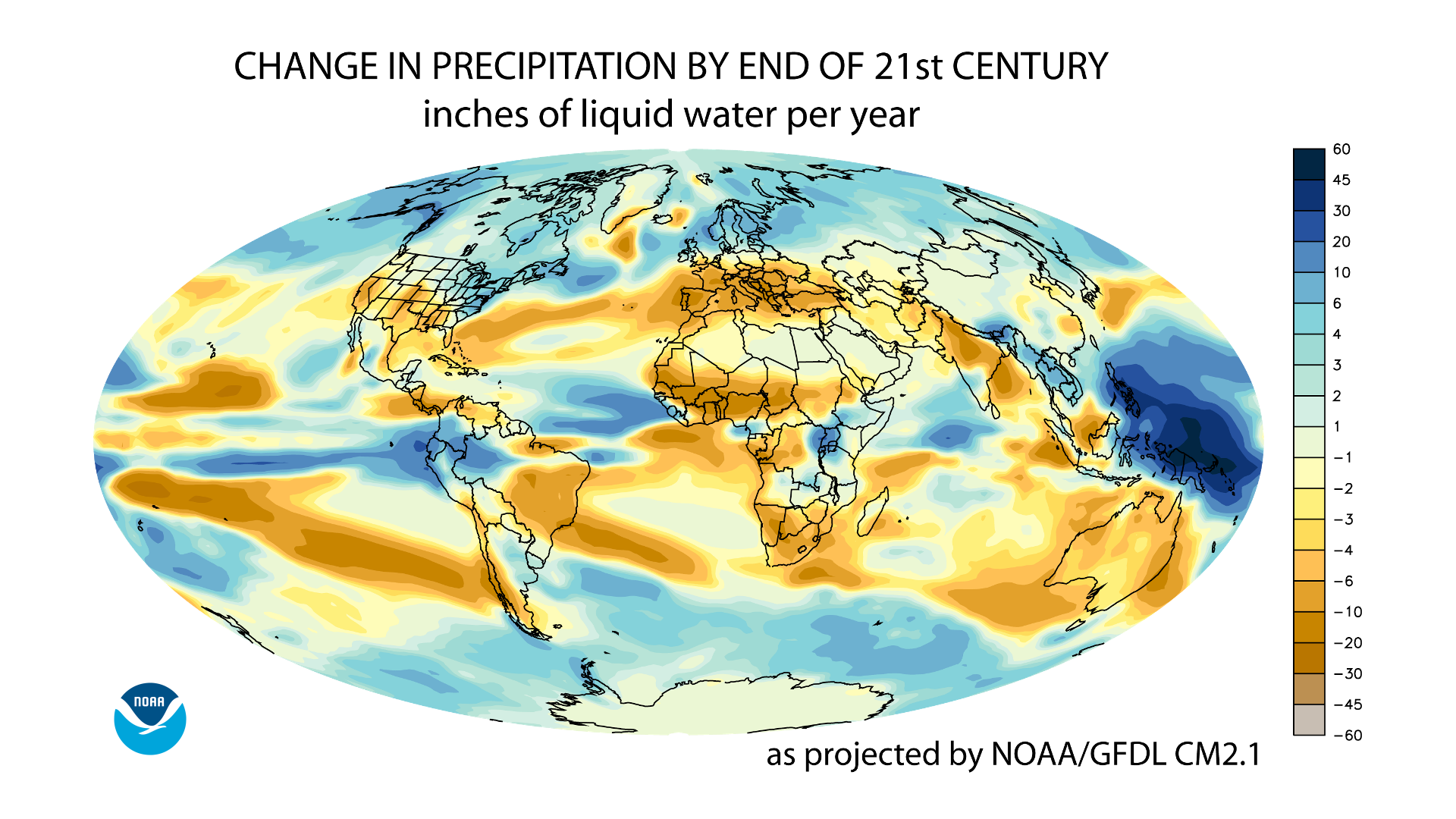
Mudanças projetadas na média anual de precipitação no final do século XXI. As zonas mais amarelas ficam mais secas e as mais azuis, mais úmidas.

Mais de 3/4 de todas as trocas de água entre a atmosfera e a superfície da Terra através de evaporação e precipitação ocorrem sobre os oceanos, determinando uma grande parte das características do clima geral do planeta. O aumento do calor do oceano e da atmosfera está levando a uma maior evaporação de água. Por conseguinte, aumenta o nível de umidade atmosférica, disponibilizando mais água para retornar à superfície sob forma de chuva.
Assim, o aquecimento oceânico tem como efeitos secundários provocar mudanças na salinidade do mar devido a mudanças na evaporação e nas precipitações; uma tendência de chuvas mais intensas em várias regiões do globo, e uma tendência de intensificar também os episódios climáticos extremos, como os tufões e furacões, cuja força destrutiva está na dependência direta do calor da água superficial e do nível de umidade do ar. Com a intensificação desses eventos, a população humana, especialmente a que vive no litoral, fica exposta a riscos mais elevados.
Ao mesmo tempo, o vapor d'água é um gás estufa, e de todos é o que tem maior impacto no conjunto devido à sua presença em grande quantidade na atmosfera. Disso deriva que um aumento na concentração de vapor d'água no ar, oriundo da evaporação do oceano, inevitavelmente amplifica o aquecimento global em um ciclo de reforço mútuo. Além disso, um ar mais quente e mais úmido se comporta de maneira diferente do que um ar seco e frio, o que significa que os padrões de ventos também sofrem modificações com o aquecimento e umidificação da atmosfera.
O aquecimento também potencializa a força de impacto das ondas do mar, que vêm aumentando sua energia em torno de 0,4% por ano desde 1948, com previsões de continuarem aumentando. Isso tem consequências diretas sobre a erosão costeira e se combina à elevação do nível do mar e ao aumento da força das tempestades e precipitação para produzir estragos intensificados nas costas. A ação das ondas é um dos principais fatores no modelamento das regiões costeiras e na definição da gravidade e alcance das suas inundações.

### Liberação de metano
Um efeito que até há pouco era desconhecido é a liberação de metano estocado em sedimentos depositados no fundo do oceano sob a forma de hidratos de metano (ou clatratos), que resultam da sua combinação com as moléculas de água em condições de baixa temperatura e/ou alta pressão, como as que ocorrem nas regiões frias ou em águas profundas. O metano é um dos principais gases estufa, mas nesta combinação ele não representa ameaça. Porém a elevação da temperatura do oceano possibilita que a combinação seja desfeita e o metano escape para a atmosfera, circunstância que tem sido chamada de "detonação da bomba de clatratos". O elevado risco que isso representa deriva da imensa quantidade de gás estocado como clatrato, em torno de dez mil gigatoneladas. A liberação de apenas uma pequena fração desse metano faria com que os níveis atmosféricos aumentassem em até mil vezes em relação aos níveis pré-industriais. Além disso, o metano é de 20 a 60 vezes mais potente do que o gás carbônico em sua capacidade de aumentar o efeito estufa. Em condições normais, cerca de 90% do metano liberado de águas profundas é oxidado em seu caminho até a superfície e perde seu potencial de ameaça térmica, mas por outro lado contribui para a maior acidificação e desoxigenação da água. No Ártico, que tem grande parte do seu oceano composto de águas rasas, a estabilidade dos clatratos depende em essência da baixa temperatura, e assim a emergência de metano do leito marinho não sofre bloqueio significativo. Várias zonas com grandes depósitos são sujeitas a terremotos, aumentando a possibilidade de exposição direta do metano. O entendimento desses mecanismos ainda é incompleto, mas segundo Archer, "existe na Terra tanto metano na forma de hidratos que parece o ingrediente perfeito para um cenário apocalíptico. [...] O reservatório de hidratos de metano tem o potencial de aquecer o clima da Terra até um estado semelhante ao da 'estufa do Eoceno' dentro de poucos anos. O potencial para uma devastação planetária colocado pelo reservatório de hidratos de metano parece, portanto, comparável à destrutividade de um inverno nuclear ou de um impacto de um meteorito".

### Derretimento de gelo

O declínio do gelo flutuante do Ártico é um dos sinais mais evidentes do aquecimento. A animação mostra a redução entre 1979 e 2010.

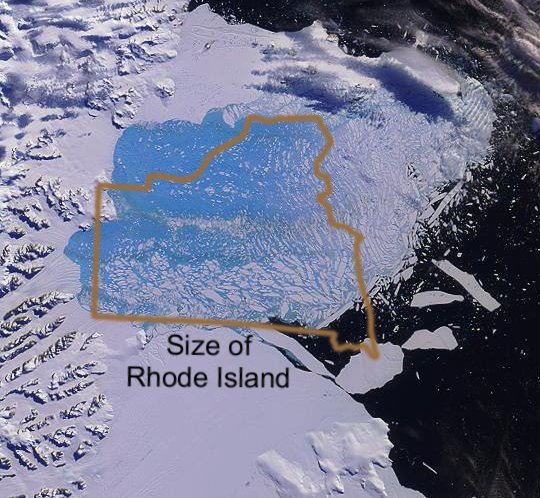
Colapso da plataforma de gelo Larsen B na Antártida. Esta plataforma de gelo tinha uma área equivalente à do estado americano de Rhode Island.

Também é importante o efeito do aquecimento das águas sobre o gelo marinho, interferindo em sua dinâmica e acelerando as taxas de derretimento, que sofrem influência também do aquecimento da atmosfera. Os gelos flutuantes do Oceano Ártico são os que têm sido mais intensamente afetados, verificando-se uma redução de grande magnitude em sua espessura e área desde pelo menos a década de 1950, acelerando-se nas décadas mais recentes.
Isso tem graves implicações para os ecossistemas polares, pois várias espécies dependem da existência do gelo para sobreviver, como as focas e ursos polares, que descansam sobre placas flutuantes entre seus mergulhos, ou certas algas unicelulares, que estão na base da cadeia alimentar, e que se fixam nas placas de gelo, ou certos tipos de krill, que ali encontram abrigo, e afetam outras populações de muitas maneiras distintas.
Além disso, a redução das brancas superfícies geladas significa uma redução do albedo terrestre, a capacidade da Terra de devolver radiação recebida para o espaço, já que os objetos brancos são os maiores refletores de radiação, o que intensifica o ciclo de aquecimento global. Por outro lado, o derretimento dos gelos polares exerce um impacto significativo nos padrões de salinidade e temperatura da água e no sistema de correntes marinhas.
No Oceano Ártico a taxa de redução no gelo flutuante tem sido de 3,5 a 4,1% por década desde 1979, o que representa uma perda de 45 mil a 51 mil km2 por década. A redução na espessura das placas invernais entre 1980 e 2008 foi de 1,3 a 2,3 metros. Há grande dose de certeza de que a velocidade de dispersão das placas também aumentou, e o período anual de derretimento provavelmente também aumentou. O período em que o trecho entre Mar da Sibéria e o Mar de Beaufort ficou inteiramente livre de gelo flutuante aumentou sua duração em cerca de três meses desde 1979.
O caso da Antártida é diferente, devido ao fato de que a maior parte de seu gelo se localiza sobre massas de terra, e suas características são menos conhecidas do que as do Ártico. As observações indicam que tem ocorrido em certas áreas uma expansão na área de oceano coberta por gelo, e em outras uma redução. Paralelamente, há indícios de que a estrutura do gelo tem sofrido mudanças, com provável diminuição de sua espessura em algumas áreas. As plataformas de gelo em torno da Península Antártica e no Mar de Weddell, porém, há décadas têm experimentado uma nítida retração geral. Os gelos flutuantes dos mares de Bellingshausen e Amundsen também tem mostrado uma tendência de retração.

### Correntes marinhas e estratificação
A temperatura é um dos fatores que influenciam a formação e a intensidade das correntes marinhas. Modificações no padrão dos ventos, na precipitação, na umidade e na temperatura atmosférica, bem como na salinidade e densidade da água, também têm um impacto, mas o conhecimento de sua influência sobre a circulação marinha ainda é pobre. No entanto, evidências paleográficas apontam que em períodos geológicos anteriores em que houve um aquecimento global importante a circulação marinha foi drasticamente modificada. Várias evidências vêm se acumulando indicando mudanças recentes em alguns sistemas de correntes. Os giros subtropicais do norte e sul do Oceano Pacífico, por exemplo, provavelmente ficaram maiores e mais intensos desde 1993, e a Corrente Circumpolar Antártica moveu-se em direção ao sul, mas não é claro até que ponto isso se deve ao aquecimento da água ou a outros efeitos do aquecimento global, como a mudança no padrão dos ventos. Provavelmente uma combinação de efeitos é o fator determinante nas mudanças observadas. Ao mesmo tempo em que as correntes são afetadas pelas forças externas, elas também influem nos ventos, na umidade atmosférica e na temperatura do ar, entre outros fatores, sendo com efeito um dos mais poderosos meios naturais de transporte de calor entre as várias regiões do mundo, o que acaba por colocar todo o sistema de trocas ar-mar em desequilíbrio. Por outro lado, o aquecimento mais rápido da camada superficial das águas tem causado uma estratificação mais acentuada entre as camadas, o que pode intensificar episódios de desoxigenação em virtude de dificultar as trocas gasosas entre as camadas profundas e as superficiais, que são mais oxigenadas.
Mudanças nas correntes marinhas e na estratificação também afetam a biodiversidade de várias maneiras importantes, alterando rotas de migração e os ciclos reprodutivos e interferindo na oferta de alimento, fatores que por fim levam ao declínio das populações ou sua redistribuição geográfica, com impactos sobre a economia, a política e a segurança alimentar das nações.

### Biodiversidade e sociedade
As espécies marinhas evoluíram ao longo de milênios acostumadas a determinados parâmetros químicos e físicos da água, onde se inclui a temperatura, e a mudança coloca sua sobrevivência em grave risco. Para vasto número de espécies, a velocidade em que essas mudanças estão acontecendo é demasiada para que se efetive uma adaptação. Se não são capazes de migrar para regiões mais favoráveis, sua morte é certa. Mas se a migração é salvadora para uns, é prejudicial para outros, cujos territórios são ocupados por espécies que chegaram de longe e se tornaram invasoras, competindo por espaços de nidificação e abrigo e por alimento. A migração de populações valiosas para o homem também deve prejudicar as atividades pesqueiras de muitas regiões. Essa migração já é observada para diversos, como alguns Copépodes, em que foi observada nos últimos anos a diminuição na área ocupada por espécies mais características de águas mais frias e a expansão de espécies de ambientes mais quentes, isso ao longo prazo irá gerar uma grande perda de biodiversidade no globo, pelo desaparecimento de habitats favoráveis para um grande número de organismos . 

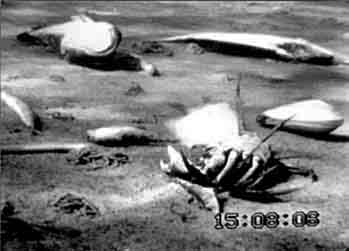
Animais mortos por desoxigenação no fundo do mar Báltico, 2006.

As reações químicas do metabolismo animal e vegetal são diretamente influenciadas pela temperatura, o que se torna ainda mais importante no caso dos seres marinhos, que em sua maioria têm uma temperatura corporal em equivalência direta à temperatura da água circundante. O aquecimento das águas provoca também um maior consumo de oxigênio, torna as espécies mais vulneráveis a malformações congênitas e doenças, altera os padrões e ritmos de crescimento, interfere na oferta de alimentos e altera os ciclos de reprodução.
A elevação da temperatura atua em combinação com outros estressantes ambientais provocados pelo aquecimento global, como a desoxigenação e acidificação da água, e fatores adicionais, como a poluição química de fertilizantes e efluentes industriais, o lixo marinho e a pesca predatória, multiplicando os efeitos adversos sobre a vida nos oceanos. Com a projetada continuidade das agressões ao meio ambiente, a biodiversidade marinha, que já dá mostras de estar em empobrecimento acelerado, deve declinar ainda mais, colocando um imenso desafio diante das nações do mundo, que dependem em elevada proporção dos recursos naturais que retiram do mar.
Mais de 500 milhões de pessoas em todo o planeta têm suas vidas de alguma forma ligadas ao mar, e 14 milhões encontram emprego apenas na atividade pesqueira. Mais de 3 trilhões de dólares que circulam na economia mundial anualmente vêm de produtos marítimos diretos, e 21 trilhões de dólares derivam de serviços ambientais indiretos. Disso se percebe a enorme importância da conservação dos mares em uma condição saudável. O esgotamento dos estoques de peixes, moluscos, crustáceos e algas comestíveis sem dúvida afetará a estabilidade política, social e cultural de muitas nações, especialmente as mais pobres e as que mais dependem do mar, e acentuará o problema da fome crônica e pobreza generalizada que hoje aflige mais de 800 milhões de pessoas.

### Influência no plâncton
Os organismos do plâncton apresentam grande importância para o ambiente marinho, sendo a base da cadeia trófica como um todo, apesar de não se poder ter uma certeza de como esses organismos reagiriam a um aumento contínuo no oceano se podem realizar estimativas. Alguns trabalhos estimam que apesar de um aumento inicial da temperatura do oceano gerar um aumento na produção, a longo prazo isso causa uma queda direta na produção desses organismos . Além disso uma outra teoria existente que aponta para uma redução na produção primária correlacionado com o aumento da temperatura do oceano é a do oceano oligotrófico. No oceano global picos de produção primária acontecem em momentos do ano em que ocorre a quebra da estratificação da coluna d’água, transportando para a camada de mistura nutrientes que antes estavam indisponíveis na camada fótica do ambiente, estimasse que com um aumento da temperatura nas partes mais superficiais do oceano acabariam gerando uma intensificação na estratificação o que diminuiria a disponibilidade de nutrientes e assim a produção primária. Uma diminuição global na produção primária iria acarretar em não apenas uma redução na produtividade pesqueira, como também a diminuição do oxigênio atmosférico.

### Influência do aquecimento dos oceanos na saúde humana
44% da população global vive na região litoral, sendo assim o aumento da temperatura do oceano pode impactar a saúde e bem-estar humanos de diversas maneiras.  Diretamente, com o aumento dos tufões e furacões, grandes danos a cidades costeiras tendem a ser mais comuns; além disso, com o aumento do nível do mar várias cidades costeiras tendem a sofrer inundações com uma maior frequência, e no longo prazo diversas cidades e ilhas irão ser completamente submersas pelo avanço dos oceanos.
Diversos estudos apontam a ligação entre o aumento global das temperaturas com a maior difusão de doenças.  Apesar disso, boa parte desses estudos estão ligados a sistemas terrestres ou de água doce relacionados a vetores como mosquitos, ratos e caramujos, ainda não se sabe muito sobre como o aumento na temperatura dos oceanos irá influenciar a disseminação de doenças humanas pelo ambiente marinho, mas visto a importância do oceano na manutenção da temperatura global, com o aquecimento do mesmo ocorrerá o aumento na temperatura de regiões tropicais, e assim espera-se a expansão de doenças dos trópicos adaptadas a essa temperatura climática como a malária para esses ambientes. Se tendo uma perspectiva apenas do ambiente marinho, as principais fontes de aumento de doenças tendem a ser duas: a primeira de organismos que fazem parte da dieta dos seres humanos, transmitindo diretamente os patógenos ou toxinas; a segunda, as presentes em ambientes recreativos entrariam no corpo das pessoas através do contato de feridas com a água. Existem duas fontes principais de doença humana relacionadas com o mar: espécies de bactérias no gênero Vibrio e toxinas produzidas por algas. Embora seja também possível contrair vírus e outros parasitas a partir de alimentos como frutos do mar, as bactérias Vibrio e as toxinas de algas são as fontes mais comuns de doenças.
Assim estudos apontam para um aumento da proliferação das bactérias do gênero Vibrio com o aumento da temperatura do oceano, como por exemplo no Golfo do México, em que já se apontou a relação entre o aumento da concentração dessas bactérias em ostras e a crescente temperatura da superfície do oceano. Essa bactéria se apresenta de grande interesse para a saúde pública, visto que entre 30 e 40% das pessoas que a contraem acabam morrendo. Além disso, infecções por essa bactéria não precisam do consumo direto de alimentos infectados, sendo que o contato de água contaminada com feridas abertas já é o suficiente para gerar a contaminação.
A segunda fonte principal são as multiplicações explosivas de algas marinhas como dinoflagelados e diatomáceas que produzem toxinas que se acumulam em peixes e frutos do mar, que podem causar danos neurológicos e aos demais órgãos, além de diarreia e paralisia. Estudos já apontam para uma correlação entre essas as multiplicações de microalgas com o aumento da temperatura, tornando mais provável a ingestão dessas toxinas ao longo do tempo. Além disso, a proliferação de algas nocivas podem ser estimuladas por uma complexidade de processos além da temperatura superficial do oceano, que também estão sendo alteradas por mudanças climáticas antropogênicas, incluindo mudanças na ressurgência, gradientes de temperatura (estratificação) e ciclos sazonais das várias espécies de algas envolvidas.